# استپان شاکاریان
استپان گریگوری شاکاریان (ارمنی: Ստեփան Գրիգորի Շաքարյան؛ ۲۳ اکتبر ۱۹۳۵ – ۲۲ ژوئن ۲۰۱۹) آهنگساز، نوازنده پیانو و مربی موسیقی اهل ارمنستان بود.

## زندگی‌نامه
وی در ۲۳ اکتبر ۱۹۳۵ در باکو به دنیا آمد و از کنسرواتوار دولتی کومیتاس ایروان و کنسرواتوار سنت پیترزبورگ فارغ‌التحصیل گشت. وی همچنین برنده جوایزی همچون چهره هنری شایسته جمهوری ارمنستان، هنرمند مردمی جمهوری ارمنستان (۲۰۱۷) و مدال طلای وزارت فرهنگ جمهوری ارمنستان شد. وی در ۲۲ ژوئن ۲۰۱۹ در سن ۸۳ سالگی در ایروان درگذشت.
استپان شکاریان، آهنگساز برجسته ارمنی، در سال ۱۹۳۵ در ایروان، ارمنستان متولد شد. او تحصیلات موسیقی خود را در کنسرواتوار دولتی کومیتاس ایروان به پایان رساند و تحت تأثیر موسیقی کلاسیک و فولکلور ارمنی، سبک منحصر‌به‌فردی را در آهنگسازی توسعه داد.
شکاریان در طول دوران حرفه‌ای خود آثار متعددی برای ارکستر، موسیقی مجلسی و پیانو خلق کرد. او با ترکیب عناصر موسیقی سنتی ارمنی و تکنیک‌های مدرن، توانست جایگاه ویژه‌ای در موسیقی معاصر ارمنستان به دست آورد.
علاوه بر فعالیت‌های آهنگسازی، شکاریان به تدریس موسیقی نیز پرداخت و نقش مهمی در تربیت نسل جدید موسیقیدانان ارمنی ایفا کرد. آثار او همچنان مورد توجه نوازندگان و پژوهشگران موسیقی قرار دارد.